# Brookfield Property Partners
Brookfield Property Partners L.P. è una delle principali società immobiliari del mondo, con un patrimonio totale di circa 88 miliardi dollari, ha sede a Hamilton, si concentra su proprietà situate in Nord America, Europa, Australia e Brasile, quotata in borsa (Nasdaq) è una consociata di Brookfield Asset Management. Il suo portafoglio comprende proprietà nei settori uffici, residenziali plurifamiliari, vendita al dettaglio, ospitalità e logistica in Nord America, Europa e Australia. Al 30 giugno 2023, Brookfield ha una partecipazione di controllo in oltre 7.000 proprietà. La sua controllata Brookfield Properties  è responsabile della gestione di queste strutture. Brookfield Property Partners è la società immobiliare quotata in borsa di Brookfield Asset Management Inc..